# 拉斯蒂夫卡
49°13′32″N 23°11′21″E / 49.22556°N 23.18917°E
拉斯蒂夫卡（烏克蘭語：Ластівка）是烏克蘭西部的村莊，隸屬利維夫州的桑比爾區。該村始建於1738年，面積1平方公里，海拔高度509米，2001年人口802，人口密度每平方公里802人。